# سیارک ۲۴۶۵۴
سیارک ۲۴۶۵۴ (به انگلیسی: 24654 Fossett، نامگذاری:1987KL) بیست و چهار هزار و ششصد و پنجاه و چهارمین سیارک کشف شده‌است که در ۲۹ مه ۱۹۸۷ کشف شد.